# A. Le Coq Arena
L'A. Le Coq Arena, anteriorment conegut com a Estadi Lilleküla (en estonià: Lilleküla staadion) és un estadi de futbol situat a Tallinn, Estònia. Hi juga els seus partits l'FC Flora de la Primera Divisió del país, i també alberga els partits internacionals de la Selecció de futbol d'Estònia.
L'estadi es va inaugurar el 2 de juny de 2001, amb un partit internacional entre Estònia i Països Baixos. Un any després, es va aconseguir un acord de patrocini per a 15 anys amb la companyia cervesera A. Le Coq, que va pagar 15 milions de corones pel canvi de nom.
Al costat del camp de futbol, hi ha un terreny de joc annex amb capacitat per a 500 persones, anomenat Sportland Arena. Hi juguen els seus partits les categories inferiors del FC Flora, i clubs de la ciutat de Tallinn que juguen en divisions menors.
L'agost de 2018 s'hi va disputar la Supercopa d'Europa de futbol 2018 entre l'Atlètic de Madrid i el Reial Madrid. L'At. de Madrid va guanyar el partit, a la pròrroga, per 4-2.

## Galeria

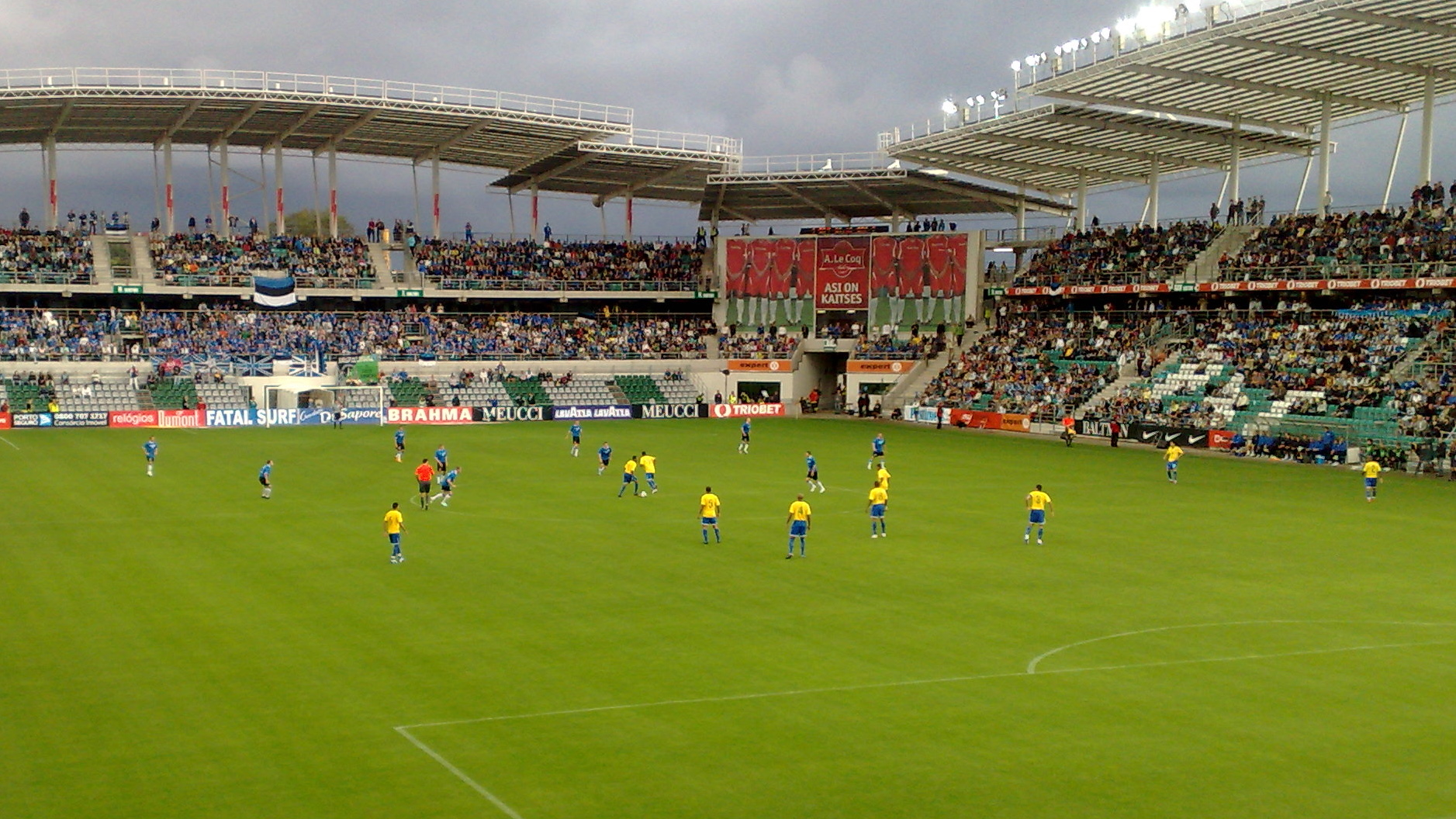
Partit entre Estònia i Brasil (2009)
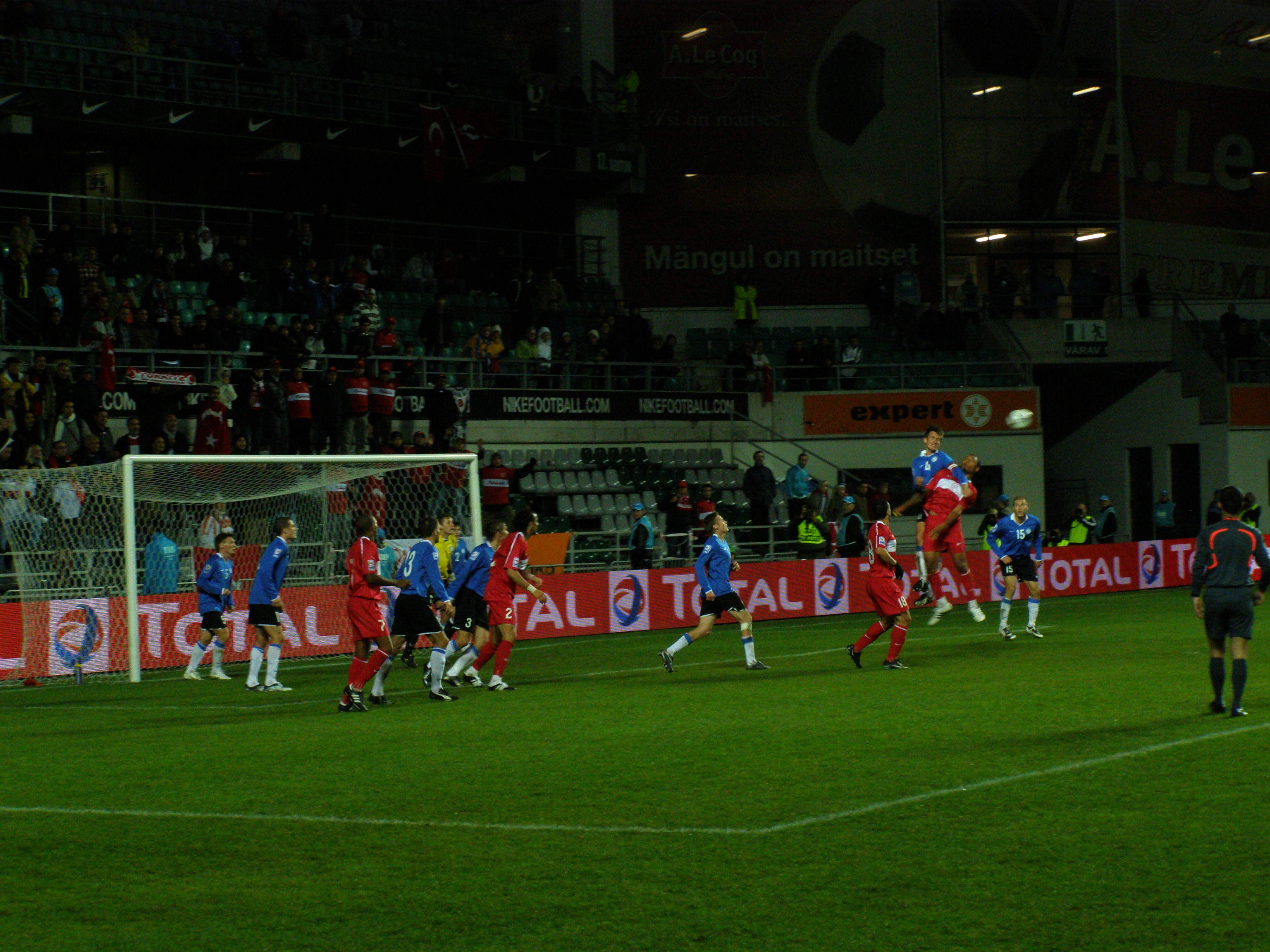
Partit entre Estònia i Turquia (2008)
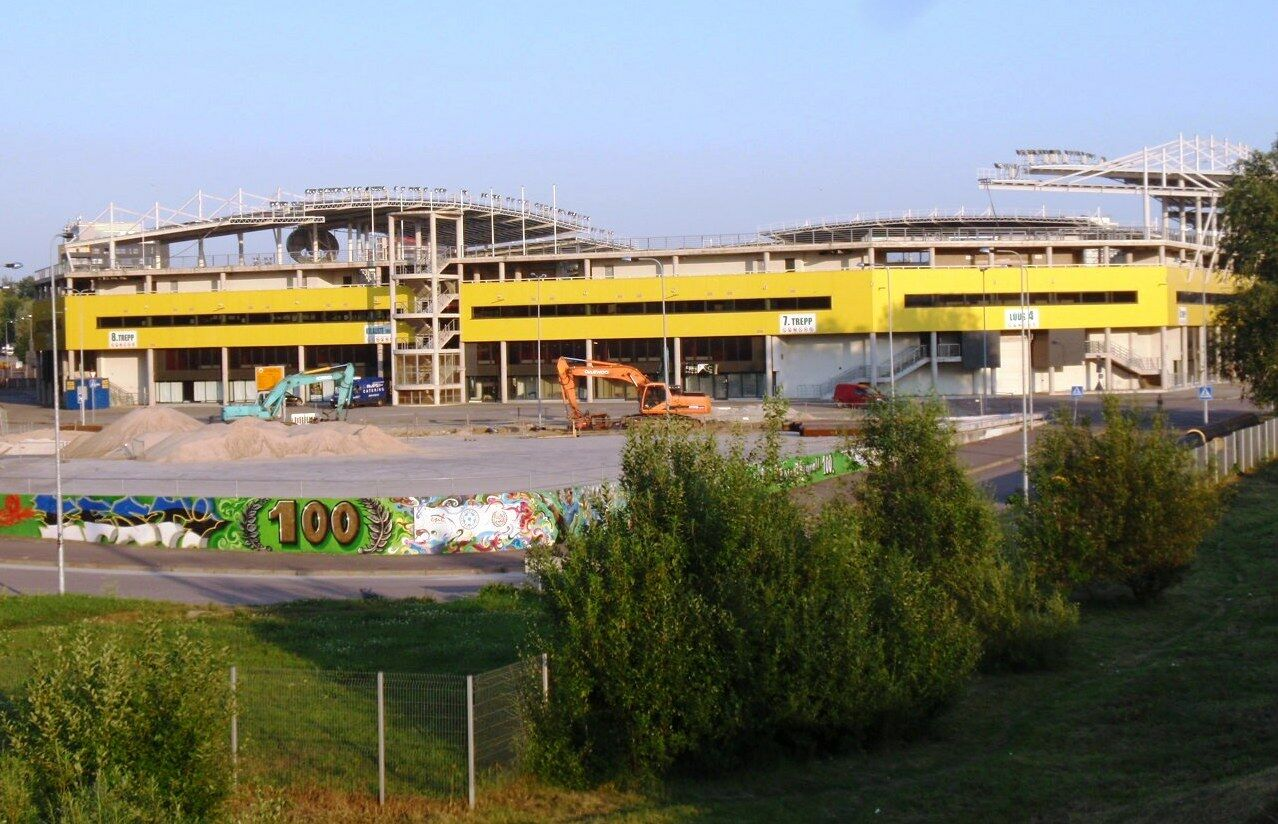
Vista exterior de l'A. Le Coq Arena
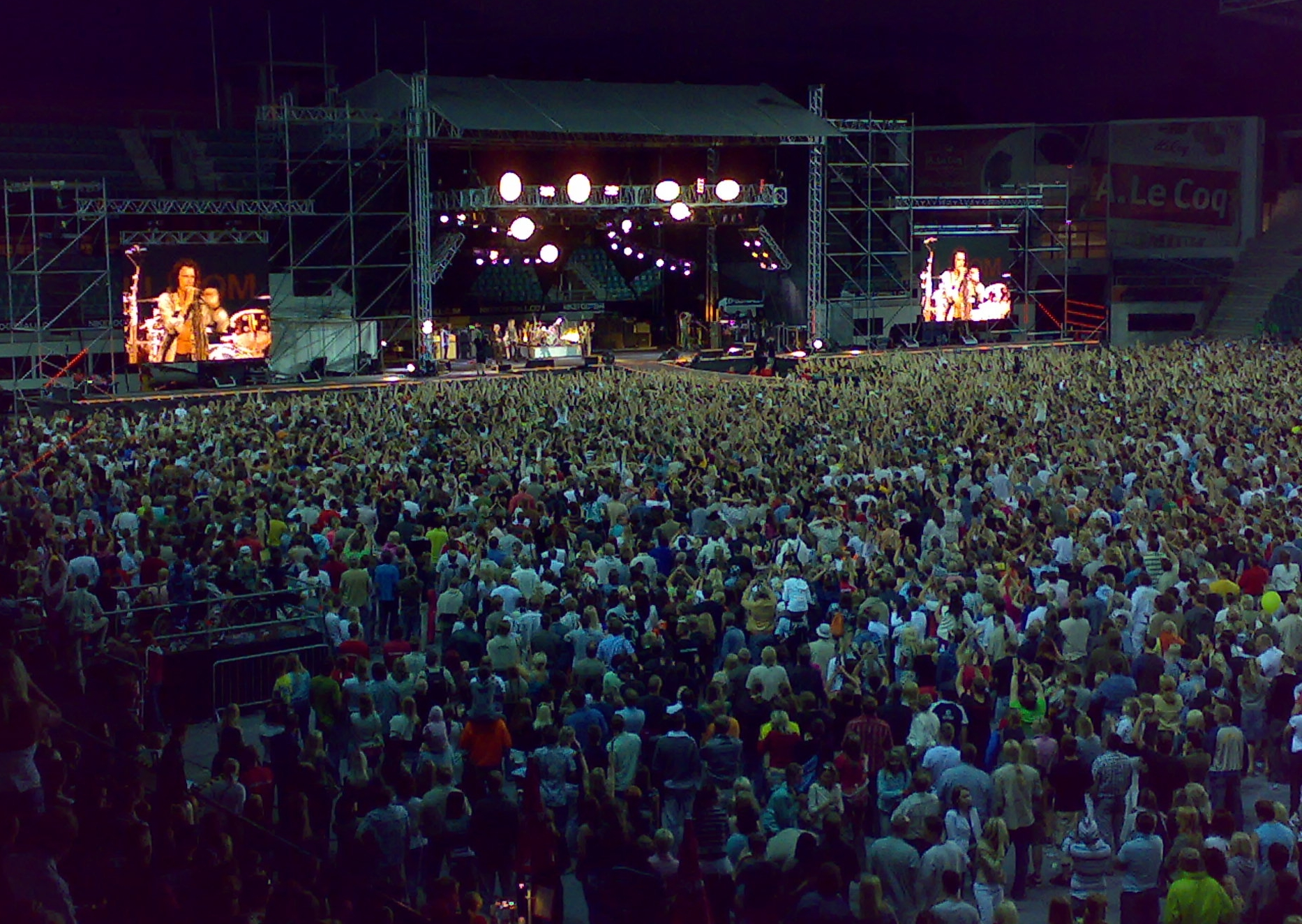
Concert d'Aerosmith el 2007